# Càtode

Diagrama d'un càtode de coure en una pila galvànica

El càtode és un elèctrode en un dispositiu elèctric que pot ser el positiu o el negatiu d'un dispositiu electroquímic on hi ha un procés de reducció
La paraula càtode prové del grec κάθοδος (kathodos: camí de descens) i va ser utilitzada per primera vegada el 1834 per William Whewell, després de consultar els treballs de Faraday.
Dona càrregues negatives (anions) i en rep de positives (cations) en els dispositius que tenen a l'interior un medi no metàl·lic (com un gas, per exemple)
Per tant, en els dispositius alimentats per una font de tensió exterior, pel càtode entren els electrons del circuit exterior cap a l'interior del dispositiu, i, per això, és l'elèctrode negatiu.
En canvi, l'ànode és l'elèctrode positiu en els generadors electroquímics, piles o acumuladors.
En un díode el càtode és el terminal negatiu.
L'ànode és l'elèctrode en el qual el corrent elèctric flueix en l'altre sentit (cap al dispositiu).